# Orx
Orx é uma comuna francesa na região administrativa da Nova Aquitânia, no departamento Landes. Estende-se por uma área de 11,94 km². Em 2010 a comuna tinha 635 habitantes (densidade: 53,2 hab./km²).